# Juventus FC in het seizoen 2016/17
Dit artikel beschrijft de prestaties van de Italiaanse voetbalclub Juventus FC in het seizoen 2016–2017.

## Selectie
| No.           | Naam                 | Nationaliteit  | Geboortedatum | Vorige club                     |
| ------------- | -------------------- | -------------- | ------------- | ------------------------------- |
| Keepers       |                      |                |               |                                 |
| 1             | Gianluigi Buffon     | Italië         | 28-01-1978    | Parma (1995–2001)               |
| 25            | Neto                 | Brazilië       | 19-07-1989    | Fiorentina (2011–2015)          |
| 32            | Emil Audero          | Italië         | 18-01-1997    | /                               |
| Verdedigers   |                      |                |               |                                 |
| 3             | Giorgio Chiellini    | Italië         | 14-08-1984    | Fiorentina (2004–2005)          |
| 4             | Medhi Benatia        | Marokko        | 17-04-1987    | Bayern München (2014–2016)      |
| 12            | Alex Sandro          | Brazilië       | 26-01-1991    | FC Porto (2011–2015)            |
| 15            | Andrea Barzagli      | Italië         | 08-05-1981    | VfL Wolfsburg (2008–2011)       |
| 19            | Leonardo Bonucci     | Italië         | 01-05-1987    | Bari (2009–2010)                |
| 23            | Daniel Alves         | Brazilië       | 06-05-1983    | FC Barcelona (2008–2016)        |
| 24            | Daniele Rugani       | Italië         | 29-07-1994    | Empoli (2013–2015)              |
| 26            | Stephan Lichtsteiner | Zwitserland    | 16-01-1984    | Lazio (2008–2011)               |
| Middenvelders |                      |                |               |                                 |
| 5             | Miralem Pjanić       | Bosnië en Her. | 02-04-1990    | AS Roma (2011–2016)             |
| 6             | Sami Khedira         | Duitsland      | 04-04-1987    | Real Madrid (2010–2015)         |
| 7             | Juan Cuadrado        | Colombia       | 26-05-1988    | Chelsea (2015)                  |
| 8             | Claudio Marchisio    | Italië         | 19-01-1986    | /                               |
| 18            | Mario Lemina         | Gabon          | 01-09-1993    | Olympique Marseille (2013–2015) |
| 22            | Kwadwo Asamoah       | Ghana          | 09-12-1988    | Udinese (2008–2012)             |
| 27            | Stefano Sturaro      | Italië         | 09-03-1993    | Genoa (2014–2015)               |
| 28            | Tomás Rincón         | Venezuela      | 13-01-1988    | Genoa (2014–2016)               |
| 38            | Rolando Mandragora   | Italië         | 29-06-1997    | Pescara (2015–2016)             |
| Aanvallers    |                      |                |               |                                 |
| 9             | Gonzalo Higuaín      | Argentinië     | 10-12-1987    | Napoli (2013–2016)              |
| 17            | Mario Mandžukić      | Kroatië        | 21-05-1986    | Atlético Madrid (2014–2015)     |
| 20            | Marko Pjaca          | Kroatië        | 06-05-1995    | Dinamo Zagreb (2014–2016)       |
| 21            | Paulo Dybala         | Argentinië     | 15-11-1993    | Palermo (2012–2015)             |
| 34            | Moise Kean           | Italië         | 28-02-2000    | /                               |

- = Aanvoerder

### Technische staf
|                 |                             |               |
| Functie         | Naam                        | Nationaliteit |
| Coach           | Massimiliano Allegri (foto) | Italië        |
| Assistent-coach | Marco Landucci              | Italië        |
| Keeperstrainer  | Claudio Filippi             | Italië        |

## Resultaten
Een overzicht van de competities waaraan Juventus in het seizoen 2016-2017 deelnam.
| Serie A  | Coppa Italia | Supercoppa          | Champions League    |
| -------- | ------------ | ------------------- | ------------------- |
|          |              |                     |                     |
| Kampioen | Winnaar      | Verliezend finalist | Verliezend finalist |

## Uitrustingen
Shirtsponsor(s): Jeep

Sportmerk: adidas
| Thuis | Thuis | Uit | Uit | Alternatief | Doelman | Doelman | Doelman | Doelman |

## Transfers

### Zomer
| Naam               | Nationaliteit    | Van/naar            | Prijs              |
| ------------------ | ---------------- | ------------------- | ------------------ |
| Inkomend           |                  |                     |                    |
| Daniel Alves       | Brazilië         | FC Barcelona        | Transfervrij       |
| Miralem Pjanić     | Bosnië en Her.   | AS Roma             | € 32.000.000       |
| Marko Pjaca        | Kroatië          | Dinamo Zagreb       | € 23.000.000       |
| Gonzalo Higuaín    | Argentinië       | Napoli              | € 90.000.000       |
| Medhi Benatia      | Marokko          | Bayern München      | Huur               |
| Mario Lemina       | Gabon            | Olympique Marseille | € 9.500.000        |
| Simone Ganz        | Italië           | Como                | Transfervrij       |
| Elia Petrelli      | Italië           | Cesena              | niet bekend        |
| Juan Cuadrado      | Colombia         | Chelsea             | Huur               |
| Rolando Mandragora | Italië           | Pescara             | Einde huur         |
| Luca Marrone       | Italië           | Hellas Verona       | Einde huur         |
| Federico Mattiello | Italië           | Chievo Verona       | Einde huur         |
| Mauricio Isla      | Chili            | Olympique Marseille | Einde huur         |
| Mattia Vitale      | Italië           | Virtus Lanciano     | Einde huur         |
| Paolo De Ceglie    | Italië           | Olympique Marseille | Einde huur         |
| TOTAAL UITGAVEN:   | TOTAAL UITGAVEN: | TOTAAL UITGAVEN:    | € 154.500.000      |
| Uitgaand           |                  |                     |                    |
| Martín Cáceres     | Uruguay          |                     | Transfervrij       |
| Rubinho            | Brazilië         | Como                | Transfervrij       |
| Paul Pogba         | Frankrijk        | Manchester United   | € 105.000.000      |
| Álvaro Morata      | Spanje           | Real Madrid         | € 30.000.000       |
| Simone Padoin      | Italië           | Cagliari            | € 600.000          |
| Mauricio Isla      | Chili            | Cagliari            | € 4.000.000        |
| Roberto Pereyra    | Argentinië       | Watford FC          | € 13.000.000       |
| Juan Cuadrado      | Colombia         | Chelsea FC          | Einde huur         |
| Andrea Favilli     | Italië           | Livorno             | Einde huur         |
| Kingsley Coman     | Frankrijk        | Bayern München      | Huur               |
| Luca Marrone       | Italië           | Zulte Waregem       | Huur               |
| Vajebah Sakor      | Noorwegen        | Vålerenga IF        | Huur               |
| Simone Zaza        | Italië           | West Ham United     | Huur (€ 5.000.000) |
| Mattia Vitale      | Italië           | AC Cesena           | Huur               |
| TOTAAL INKOMEN:    | TOTAAL INKOMEN:  | TOTAAL INKOMEN:     | € 157.600.000      |

### Winter
| Naam             | Nationaliteit    | Van/naar            | Prijs              |
| ---------------- | ---------------- | ------------------- | ------------------ |
| Inkomend         |                  |                     |                    |
| Tomás Rincón     | Venezuela        | Genoa               | € 8.000.000        |
| Vajebah Sakor    | Noorwegen        | Vålerenga IF        | Einde huur         |
| Simone Zaza      | Italië           | West Ham United     | Einde huur         |
| TOTAAL UITGAVEN: | TOTAAL UITGAVEN: | TOTAAL UITGAVEN:    | € 8.000.000        |
| Uitgaand         |                  |                     |                    |
| Patrice Evra     | Frankrijk        | Olympique Marseille | Transfervrij       |
| Hernanes         | Brazilië         | Hebei China Fortune | € 8.000.000        |
| Simone Zaza      | Italië           | Valencia            | Huur (€ 2.000.000) |
| TOTAAL INKOMEN:  | TOTAAL INKOMEN:  | TOTAAL INKOMEN:     | € 10.000.000       |

## Supercoppa
| Wedstrijddetails                                    | Thuisploeg    | Uitslag   | Uitploeg        | Opstelling | Kaarten                         |
| --------------------------------------------------- | ------------- | --------- | --------------- | --- | ------------------------------- |
| Supercoppa                                          |               |           |                 | |                                 |
| 23 december 2016 17:30 Jassim Bin Hamadstadion Doha | Juventus      | 1-1 (3-4) | AC Milan        | Buffon Lichtsteiner, Rugani, Chiellini, Alex Sandro (33' Evra) Khedira, Marchiso, Pjanić (67' Dybala), Sturaro (79' Lemina) Higuaín, Mandžukić Strafschoppen: Marchisio, Mandžukić, Higuaín, Khedira, Dybala | 35' Lichtsteiner 120+1' Higuaín |
| 23 december 2016 17:30 Jassim Bin Hamadstadion Doha | 18' Chiellini | 1-0 1-1   | 38' Bonaventura | Buffon Lichtsteiner, Rugani, Chiellini, Alex Sandro (33' Evra) Khedira, Marchiso, Pjanić (67' Dybala), Sturaro (79' Lemina) Higuaín, Mandžukić Strafschoppen: Marchisio, Mandžukić, Higuaín, Khedira, Dybala | 35' Lichtsteiner 120+1' Higuaín |

## Serie A

### Wedstrijden
| Wedstrijddetails                                                        | Thuisploeg                                            | Uitslag             | Uitploeg                             | Opstelling | Kaarten                                                                   |
| ----------------------------------------------------------------------- | ----------------------------------------------------- | ------------------- | ------------------------------------ | --- | ------------------------------------------------------------------------- |
| Heenronde                                                               |                                                       |                     |                                      | |                                                                           |
| 20 augustus 2016 20:45 Juventus Stadium Turijn                          | Juventus                                              | 2-1                 | Fiorentina                           | Buffon Barzagli, Bonucci, Chiellini Alves, Khedira (88' Hernanes), Lemina, Asamoah, Alex Sandro Mandžukić (66' Higuaín), Dybala (85' Evra)               | 54' Barzagli                                                              |
| 20 augustus 2016 20:45 Juventus Stadium Turijn                          | 37' Khedira 75' Higuaín                               | 1-0 1-1 2-1         | 70' Kalinić                          | Buffon Barzagli, Bonucci, Chiellini Alves, Khedira (88' Hernanes), Lemina, Asamoah, Alex Sandro Mandžukić (66' Higuaín), Dybala (85' Evra)               | 54' Barzagli                                                              |
| 27 augustus 2016 18:00 Stadio Olimpico Rome                             | Lazio                                                 | 0-1                 | Juventus                             | Buffon Benatia, Barzagli, Chiellini Alves (73' Lichtsteiner), Khedira, Lemina, Asamoah, Alex Sandro Mandžukić (65' Higuaín), Dybala (88' Pjaca)          | 42' Alex Sandro 61' Lemina                                                |
| 27 augustus 2016 18:00 Stadio Olimpico Rome                             |                                                       | 0-1                 | 66' Khedira                          | Buffon Benatia, Barzagli, Chiellini Alves (73' Lichtsteiner), Khedira, Lemina, Asamoah, Alex Sandro Mandžukić (65' Higuaín), Dybala (88' Pjaca)          | 42' Alex Sandro 61' Lemina                                                |
| 10 september 2016 18:00 Juventus Stadium Turijn                         | Juventus                                              | 3-1                 | Sassuolo                             | Buffon Benatia, Bonucci, Chiellini Lichtsteiner, Khedira (72' Hernanes), Lemina, Pjanić, Alex Sandro Higuaín (70' Mandžukić), Dybala (87' Pjaca)         | 85' Benatia                                                               |
| 10 september 2016 18:00 Juventus Stadium Turijn                         | 4' Higuaín 10' Higuaín 27' Pjanić                     | 1-0 2-0 3-0 3-1     | 33' Antei                            | Buffon Benatia, Bonucci, Chiellini Lichtsteiner, Khedira (72' Hernanes), Lemina, Pjanić, Alex Sandro Higuaín (70' Mandžukić), Dybala (87' Pjaca)         | 85' Benatia                                                               |
| 18 september 2016 18:00 Stadio Giuseppe Meazza Milaan                   | Internazionale                                        | 2-1                 | Juventus                             | Buffon Benatia (26' Barzagli), Bonucci, Chiellini (80' Pjaca) Lichtsteiner, Khedira, Pjanić, Asamoah, Alex Sandro Mandžukić (74' Higuaín), Dybala        | 19' Lichtsteiner 28' Barzagli 45+1' Asamoah                               |
| 18 september 2016 18:00 Stadio Giuseppe Meazza Milaan                   | 68' Icardi 78' Perišić                                | 0-1 1-1 2-1         | 66' Lichtsteiner                     | Buffon Benatia (26' Barzagli), Bonucci, Chiellini (80' Pjaca) Lichtsteiner, Khedira, Pjanić, Asamoah, Alex Sandro Mandžukić (74' Higuaín), Dybala        | 19' Lichtsteiner 28' Barzagli 45+1' Asamoah                               |
| 21 september 2016 20:45 Juventus Stadium Turijn                         | Juventus                                              | 4-0                 | Cagliari                             | Buffon (46' Neto) Rugani, Barzagli, Chiellini Alves, Lemina, Hernanes, Pjanić, Alex Sandro Dybala (72' Pjaca), Higuaín (81' Mandžukić)                   |                                                                           |
| 21 september 2016 20:45 Juventus Stadium Turijn                         | 14' Rugani 33' Higuaín 39' Alves 83' Ceppitelli (own) | 1-0 2-0 3-0 4-0     |                                      | Buffon (46' Neto) Rugani, Barzagli, Chiellini Alves, Lemina, Hernanes, Pjanić, Alex Sandro Dybala (72' Pjaca), Higuaín (81' Mandžukić)                   |                                                                           |
| 25 september 2016 15:00 Stadio Renzo Barbera Palermo                    | Palermo                                               | 0-1                 | Juventus                             | Buffon Rugani (31' Cuadrado), Bonucci, Barzagli Alves (85' Chiellini), Khedira, Lemina, Pjanić (68' Asamoah), Alex Sandro Mandžukić, Higuaín             | 3' Bonucci 9' Mandžukić 27' Alves                                         |
| 25 september 2016 15:00 Stadio Renzo Barbera Palermo                    |                                                       | 0-1                 | 49' Goldaniga (own)                  | Buffon Rugani (31' Cuadrado), Bonucci, Barzagli Alves (85' Chiellini), Khedira, Lemina, Pjanić (68' Asamoah), Alex Sandro Mandžukić, Higuaín             | 3' Bonucci 9' Mandžukić 27' Alves                                         |
| 2 oktober 2016 12:30 Stadio Carlo Castellani Empoli                     | Empoli                                                | 0-3                 | Juventus                             | Buffon Barzagli, Bonucci, Chiellini Cuadrado, Khedira (61' Lemina), Hernanes, Pjanić (82' Sturaro), Alex Sandro Higuaín, Dybala (73' Pjaca)              | 50' Hernanes                                                              |
| 2 oktober 2016 12:30 Stadio Carlo Castellani Empoli                     |                                                       | 0-1 0-2 0-3         | 65' Dybala 67' Higuaín 70' Higuaín   | Buffon Barzagli, Bonucci, Chiellini Cuadrado, Khedira (61' Lemina), Hernanes, Pjanić (82' Sturaro), Alex Sandro Higuaín, Dybala (73' Pjaca)              | 50' Hernanes                                                              |
| 15 oktober 2016 20:45 Juventus Stadium Turijn                           | Juventus                                              | 2-1                 | Udinese                              | Buffon Lichtsteiner, Benatia (70' Bonucci), Barzagli, Evra Cuadrado, Hernanes, Lemina, Alex Sandro Mandžukić (66' Higuaín), Dybala (82' Sturaro)         | 66' Hernanes                                                              |
| 15 oktober 2016 20:45 Juventus Stadium Turijn                           | 43' Dybala 51' Dybala (pen.)                          | 0-1 1-1 2-1         | 30' Jankto                           | Buffon Lichtsteiner, Benatia (70' Bonucci), Barzagli, Evra Cuadrado, Hernanes, Lemina, Alex Sandro Mandžukić (66' Higuaín), Dybala (82' Sturaro)         | 66' Hernanes                                                              |
| 22 oktober 2016 20:45 Stadio Giuseppe Meazza Milaan                     | AC Milan                                              | 1-0                 | Juventus                             | Buffon Barzagli, Bonucci, Benatia (75' Mandžukić) Alves, Khedira, Hernanes (87' Sturaro), Pjanić, Alex Sandro Higuaín, Dybala (33' Cuadrado)             | 30' Bonucci 38' Pjanić 76' Alves                                          |
| 22 oktober 2016 20:45 Stadio Giuseppe Meazza Milaan                     | 65' Locatelli                                         | 1-0                 |                                      | Buffon Barzagli, Bonucci, Benatia (75' Mandžukić) Alves, Khedira, Hernanes (87' Sturaro), Pjanić, Alex Sandro Higuaín, Dybala (33' Cuadrado)             | 30' Bonucci 38' Pjanić 76' Alves                                          |
| 26 oktober 2016 20:45 Juventus Stadium Turijn                           | Juventus                                              | 4-1                 | Sampdoria                            | Neto Alves, Bonucci, Chiellini Cuadrado, Khedira, Marchisio (73' Lemina), Pjanić (82' Asamoah), Evra (40' Alex Sandro) Mandžukić, Higuaín                |                                                                           |
| 26 oktober 2016 20:45 Juventus Stadium Turijn                           | 4' Mandžukić 9' Chiellini 65' Pjanić 87' Chiellini    | 1-0 2-0 2-1 3-1 4-1 | 57' Schick                           | Neto Alves, Bonucci, Chiellini Cuadrado, Khedira, Marchisio (73' Lemina), Pjanić (82' Asamoah), Evra (40' Alex Sandro) Mandžukić, Higuaín                |                                                                           |
| 29 oktober 2016 20:45 Juventus Stadium Turijn                           | Juventus                                              | 4-1                 | Napoli                               | Buffon Barzagli, Bonucci, Chiellini (39' Cuadrado) Lichtsteiner, Khedira, Hernanes (76' Sturaro), Pjanić (68' Marchisio), Alex Sandro Mandžukić, Higuaín | 21' Chiellini 22' Alex Sandro 61' Hernanes 85' Mandžukić                  |
| 29 oktober 2016 20:45 Juventus Stadium Turijn                           | 50' Bonucci 70' Higuaín                               | 1-0 1-1 2-1         | 54' Callejón                         | Buffon Barzagli, Bonucci, Chiellini (39' Cuadrado) Lichtsteiner, Khedira, Hernanes (76' Sturaro), Pjanić (68' Marchisio), Alex Sandro Mandžukić, Higuaín | 21' Chiellini 22' Alex Sandro 61' Hernanes 85' Mandžukić                  |
| 6 november 2016 15:00 Stadio Marc'Antonio Bentegodi Verona              | Chievo                                                | 1-2                 | Juventus                             | Buffon Lichtsteiner (84' Alves), Benatia, Barzagli (5' Bonucci) Cuadrado, Sturaro, Hernanes, Pjanić, Alex Sandro Mandžukić, Higuaín (80' Evra)           | 40' Alex Sandro 48' Cuadrado 65' Lichtsteiner 80' Sturaro                 |
| 6 november 2016 15:00 Stadio Marc'Antonio Bentegodi Verona              | 66' Pellissier (pen.)                                 | 0-1 1-1 1-2         | 53' Mandžukić 75' Pjanić             | Buffon Lichtsteiner (84' Alves), Benatia, Barzagli (5' Bonucci) Cuadrado, Sturaro, Hernanes, Pjanić, Alex Sandro Mandžukić, Higuaín (80' Evra)           | 40' Alex Sandro 48' Cuadrado 65' Lichtsteiner 80' Sturaro                 |
| 19 november 2016 20:45 Juventus Stadium Turijn                          | Juventus                                              | 3-0                 | Pescara                              | Neto Rugani, Bonucci, Evra Lichtsteiner (25' Cuadrado), Khedira (71' Sturaro), Hernanes, Asamoah, Alex Sandro Mandžukić (84' Kean), Higuaín              |                                                                           |
| 19 november 2016 20:45 Juventus Stadium Turijn                          | 36' Khedira 63' Mandžukić 69' Hernanes                | 1-0 2-0 3-0         |                                      | Neto Rugani, Bonucci, Evra Lichtsteiner (25' Cuadrado), Khedira (71' Sturaro), Hernanes, Asamoah, Alex Sandro Mandžukić (84' Kean), Higuaín              |                                                                           |
| 27 november 2016 15:00 Stadio Luigi Ferraris Genua                      | Genoa                                                 | 3-1                 | Juventus                             | Buffon Alves, Bonucci (33' Rugani), Benatia Lichtsteiner (53' Higuaín), Khedira (70' Sturaro), Hernanes, Pjanić, Alex Sandro Cuadrado, Mandžukić         | 77' Cuadrado 90+1' Sturaro                                                |
| 27 november 2016 15:00 Stadio Luigi Ferraris Genua                      | 3' Simeone 13' Simeone 29' Alex Sandro (own)          | 1-0 2-0 3-0 3-1     | 82' Pjanić                           | Buffon Alves, Bonucci (33' Rugani), Benatia Lichtsteiner (53' Higuaín), Khedira (70' Sturaro), Hernanes, Pjanić, Alex Sandro Cuadrado, Mandžukić         | 77' Cuadrado 90+1' Sturaro                                                |
| 3 december 2016 20:45 Juventus Stadium Turijn                           | Juventus                                              | 3-1                 | Atalanta                             | Buffon Lichtsteiner, Rugani, Chiellini, Alex Sandro Khedira (61' Lemina), Marchisio, Pjanić (78' Evra), Sturaro Mandžukić (76' Cuadrado), Higuaín        | 31' Lichtsteiner 35' Rugani 70' Sturaro                                   |
| 3 december 2016 20:45 Juventus Stadium Turijn                           | 15' Alex Sandro 19' Rugani 64' Mandžukić              | 1-0 2-0 3-0 3-1     | 82' Freuler                          | Buffon Lichtsteiner, Rugani, Chiellini, Alex Sandro Khedira (61' Lemina), Marchisio, Pjanić (78' Evra), Sturaro Mandžukić (76' Cuadrado), Higuaín        | 31' Lichtsteiner 35' Rugani 70' Sturaro                                   |
| 11 december 2016 15:00 Stadio Olimpico Grande Torino Turijn             | Torino                                                | 1-3                 | Juventus                             | Buffon Lichtsteiner, Rugani, Chiellini, Alex Sandro Khedira, Marchisio, Sturaro (67' Lemina) Cuadrado (81' Pjanić), Higuaín, Mandžukić (71' Dybala)      | 36' Mandžukić 56' Rugani                                                  |
| 11 december 2016 15:00 Stadio Olimpico Grande Torino Turijn             | 16' Belotti                                           | 1-0 1-1 1-2 1-3     | 28' Higuaín 82' Higuaín 90+2' Pjanić | Buffon Lichtsteiner, Rugani, Chiellini, Alex Sandro Khedira, Marchisio, Sturaro (67' Lemina) Cuadrado (81' Pjanić), Higuaín, Mandžukić (71' Dybala)      | 36' Mandžukić 56' Rugani                                                  |
| 17 december 2016 20:45 Juventus Stadium Turijn                          | Juventus                                              | 1-0                 | AS Roma                              | Buffon Lichtsteiner (68' Barzagli), Rugani, Chiellini, Alex Sandro Khedira, Marchisio, Pjanić (51' Cuadrado), Sturaro Higuaín (82' Dybala), Mandžukić    | 26' Rugani 78' Alex Sandro 90+3' Sturaro                                  |
| 17 december 2016 20:45 Juventus Stadium Turijn                          | 14' Higuaín                                           | 1-0                 |                                      | Buffon Lichtsteiner (68' Barzagli), Rugani, Chiellini, Alex Sandro Khedira, Marchisio, Pjanić (51' Cuadrado), Sturaro Higuaín (82' Dybala), Mandžukić    | 26' Rugani 78' Alex Sandro 90+3' Sturaro                                  |
| 8 januari 2017 20:45 Juventus Stadium Turijn                            | Juventus                                              | 3-0                 | Bologna                              | Neto Lichtsteiner, Barzagli, Chiellini, Asamoah Khedira (81' Rincón), Marchisio, Sturaro Dybala, Higuaín (73' Mandžukić), Pjanić (70' Cuadrado)          | 17' Lichtsteiner                                                          |
| 8 januari 2017 20:45 Juventus Stadium Turijn                            | 7' Higuaín 41' Dybala (pen.) 54' Higuaín              | 1-0 2-0 3-0         |                                      | Neto Lichtsteiner, Barzagli, Chiellini, Asamoah Khedira (81' Rincón), Marchisio, Sturaro Dybala, Higuaín (73' Mandžukić), Pjanić (70' Cuadrado)          | 17' Lichtsteiner                                                          |
| Terugronde                                                              |                                                       |                     |                                      | |                                                                           |
| 15 januari 2017 20:45 Stadio Artemio Franchi Florence                   | Fiorentina                                            | 2-1                 | Juventus                             | Buffon Barzagli (79' Mandžukić), Bonucci, Chiellini Cuadrado, Khedira, Marchisio (77' Rincón), Sturaro (61' Pjaca), Alex Sandro Dybala, Higuaín          | 26' Sturaro 33' Chiellini 82' Alex Sandro 88' Bonucci 90+4' Dybala        |
| 15 januari 2017 20:45 Stadio Artemio Franchi Florence                   | 37' Kalinić 54' Badelj                                | 1-0 2-0 2-1         | 58' Higuaín                          | Buffon Barzagli (79' Mandžukić), Bonucci, Chiellini Cuadrado, Khedira, Marchisio (77' Rincón), Sturaro (61' Pjaca), Alex Sandro Dybala, Higuaín          | 26' Sturaro 33' Chiellini 82' Alex Sandro 88' Bonucci 90+4' Dybala        |
| 22 januari 2017 12:30 Juventus Stadium Turijn                           | Juventus                                              | 2-0                 | Lazio                                | Buffon Lichtsteiner (74' Barzagli), Bonucci, Chiellini, Asamoah Khedira, Pjanić, Dybala (82' Rincón) Cuadrado, Higuaín (87' Pjaca), Mandžukić            |                                                                           |
| 22 januari 2017 12:30 Juventus Stadium Turijn                           | 5' Dybala 16' Higuaín                                 | 1-0 2-0             |                                      | Buffon Lichtsteiner (74' Barzagli), Bonucci, Chiellini, Asamoah Khedira, Pjanić, Dybala (82' Rincón) Cuadrado, Higuaín (87' Pjaca), Mandžukić            |                                                                           |
| 29 januari 2017 15:00 MAPEI Stadium - Città del Tricolore Reggio Emilia | Sassuolo                                              | 0-2                 | Juventus                             | Buffon Lichtsteiner, Bonucci, Chiellini, Alex Sandro Khedira, Pjanić, Dybala (77' Pjaca) Cuadrado (83' Rincón), Higuaín, Mandžukić                       | 58' Pjanić                                                                |
| 29 januari 2017 15:00 MAPEI Stadium - Città del Tricolore Reggio Emilia |                                                       | 0-1 0-2             | 9' Higuaín 25' Khedira               | Buffon Lichtsteiner, Bonucci, Chiellini, Alex Sandro Khedira, Pjanić, Dybala (77' Pjaca) Cuadrado (83' Rincón), Higuaín, Mandžukić                       | 58' Pjanić                                                                |
| 5 februari 2017 20:45 Juventus Stadium Turijn                           | Juventus                                              | 1-0                 | Internazionale                       | Buffon Lichtsteiner (80' Alves), Bonucci, Chiellini, Alex Sandro Khedira, Pjanić, Dybala (85' Rugani) Cuadrado (71' Marchisio), Higuaín, Mandžukić       | 23' Pjanić 46' Mandžukić 64' Cuadrado 65' Khedira 74' Chiellini           |
| 5 februari 2017 20:45 Juventus Stadium Turijn                           | 45' Cuadrado                                          | 1-0                 |                                      | Buffon Lichtsteiner (80' Alves), Bonucci, Chiellini, Alex Sandro Khedira, Pjanić, Dybala (85' Rugani) Cuadrado (71' Marchisio), Higuaín, Mandžukić       | 23' Pjanić 46' Mandžukić 64' Cuadrado 65' Khedira 74' Chiellini           |
| 8 februari 2017 18:00 Stadio Ezio Scida Crotone                         | Crotone                                               | 0-2                 | Juventus                             | Buffon Alves (78' Barzagli), Bonucci, Rugani, Asamoah Rincón, Khedira (70' Pjanić), Dybala Pjaca (89' Sturaro), Higuaín, Mandžukić                       | 65' Bonucci                                                               |
| 8 februari 2017 18:00 Stadio Ezio Scida Crotone                         |                                                       | 0-1 0-2             | 60' Mandžukić 74' Higuaín            | Buffon Alves (78' Barzagli), Bonucci, Rugani, Asamoah Rincón, Khedira (70' Pjanić), Dybala Pjaca (89' Sturaro), Higuaín, Mandžukić                       | 65' Bonucci                                                               |
| 12 februari 2017 20:45 Stadio Sant'Elia Cagliari                        | Cagliari                                              | 0-2                 | Juventus                             | Buffon Lichtsteiner, Bonucci, Chiellini (18' Rugani), Alex Sandro Khedira, Marchisio (67' Pjanić), Dybala (90+1' Lemina) Cuadrado, Higuaín, Mandžukić    | 12' Lichtsteiner 14' Chiellini 43' Marchisio 57' Cuadrado 90+1' Mandžukić |
| 12 februari 2017 20:45 Stadio Sant'Elia Cagliari                        |                                                       | 0-1 0-2             | 37' Higuaín 47' Higuaín              | Buffon Lichtsteiner, Bonucci, Chiellini (18' Rugani), Alex Sandro Khedira, Marchisio (67' Pjanić), Dybala (90+1' Lemina) Cuadrado, Higuaín, Mandžukić    | 12' Lichtsteiner 14' Chiellini 43' Marchisio 57' Cuadrado 90+1' Mandžukić |
| 17 februari 2017 20:45 Juventus Stadium Turijn                          | Juventus                                              | 4-1                 | Palermo                              | Buffon Alves, Benatia, Bonucci, Asamoah Khedira (46' Lemina), Marchisio (75' Rincón), Dybala Pjaca, Higuaín, Sturaro (70' Cuadrado)                      | 36' Marchisio                                                             |
| 17 februari 2017 20:45 Juventus Stadium Turijn                          | 13' Marchisio 40' Dybala 63' Higuaín 89' Dybala       | 1-0 2-0 3-0 4-0 4-1 | 90+3' Chochev                        | Buffon Alves, Benatia, Bonucci, Asamoah Khedira (46' Lemina), Marchisio (75' Rincón), Dybala Pjaca, Higuaín, Sturaro (70' Cuadrado)                      | 36' Marchisio                                                             |
| 25 februari 2017 20:45 Juventus Stadium Turijn                          | Juventus                                              | 2-0                 | Empoli                               | Neto Alves, Bonucci, Rugani, Alex Sandro Cuadrado (85' Pjaca), Marchisio (79' Rincón), Pjanić, Sturaro (74' Dybala) Mandžukić, Higuaín                   |                                                                           |
| 25 februari 2017 20:45 Juventus Stadium Turijn                          | 52' Skorupski (own) 65' Alex Sandro                   | 1-0 2-0             |                                      | Neto Alves, Bonucci, Rugani, Alex Sandro Cuadrado (85' Pjaca), Marchisio (79' Rincón), Pjanić, Sturaro (74' Dybala) Mandžukić, Higuaín                   |                                                                           |
| 5 maart 2017 15:00 Dacia Arena Udine                                    | Udinese                                               | 1-1                 | Juventus                             | Buffon Alves, Bonucci, Chiellini (56' Benatia), Alex Sandro Khedira, Pjanić, Dybala (87' Rincón) Cuadrado (72' Pjaca), Higuaín, Mandžukić                | 68' Cuadrado 77' Pjaca                                                    |
| 5 maart 2017 15:00 Dacia Arena Udine                                    | 37' Zapta                                             | 1-0 1-1             | 60' Bonucci                          | Buffon Alves, Bonucci, Chiellini (56' Benatia), Alex Sandro Khedira, Pjanić, Dybala (87' Rincón) Cuadrado (72' Pjaca), Higuaín, Mandžukić                | 68' Cuadrado 77' Pjaca                                                    |
| 10 maart 2017 20:45 Juventus Stadium Turijn                             | Juventus                                              | 2-1                 | AC Milan                             | Buffon Barzagli (46' Lichtsteiner), Bonucci, Benatia (78' Rugani), Asamoah Khedira, Pjanić, Dybala Alves, Higuaín, Pjaca (89' Kean)                      | 36' Benatia 78' Pjanić 87' Khedira                                        |
| 10 maart 2017 20:45 Juventus Stadium Turijn                             | 30' Benatia 90+7' Dybala (pen.)                       | 1-0 1-1 2-1         | 43' Bacca                            | Buffon Barzagli (46' Lichtsteiner), Bonucci, Benatia (78' Rugani), Asamoah Khedira, Pjanić, Dybala Alves, Higuaín, Pjaca (89' Kean)                      | 36' Benatia 78' Pjanić 87' Khedira                                        |
| 19 maart 2017 15:00 Stadio Luigi Ferraris Genua                         | Sampdoria                                             | 0-1                 | Juventus                             | Buffon Alves, Rugani, Barzagli, Asamoah Khedira, Pjanić, Dybala (28' Pjaca) Cuadrado (73' Lemina), Higuaín (85' Lichtsteiner), Mandžukić                 | 83' Alves                                                                 |
| 19 maart 2017 15:00 Stadio Luigi Ferraris Genua                         |                                                       | 0-1                 | 7' Cuadrado                          | Buffon Alves, Rugani, Barzagli, Asamoah Khedira, Pjanić, Dybala (28' Pjaca) Cuadrado (73' Lemina), Higuaín (85' Lichtsteiner), Mandžukić                 | 83' Alves                                                                 |
| 2 april 2017 20:45 Stadio San Paolo Napels                              | Napoli                                                | 1-1                 | Juventus                             | Buffon Lichtsteiner, Bonucci, Chiellini, Asamoah Khedira, Marchisio (80' Dybala), Pjanić (87' Rincón) Lemina (61' Cuadrado), Higuaín, Mandžukić          |                                                                           |
| 2 april 2017 20:45 Stadio San Paolo Napels                              | 60' Hamšík                                            | 0-1 1-1             | 7' Khedira                           | Buffon Lichtsteiner, Bonucci, Chiellini, Asamoah Khedira, Marchisio (80' Dybala), Pjanić (87' Rincón) Lemina (61' Cuadrado), Higuaín, Mandžukić          |                                                                           |
| 8 april 2017 20:45 Juventus Stadium Turijn                              | Juventus                                              | 2-0                 | Chievo                               | Buffon Lichtsteiner (85' Alves), Barzagli, Rugani, Alex Sandro Khedira, Marchisio, Dybala Cuadrado (66' Lemina), Higuaín, Sturaro (72' Bonucci)          | 79' Bonucci                                                               |
| 8 april 2017 20:45 Juventus Stadium Turijn                              | 23' Higuaín 84' Higuaín                               | 1-0 2-0             |                                      | Buffon Lichtsteiner (85' Alves), Barzagli, Rugani, Alex Sandro Khedira, Marchisio, Dybala Cuadrado (66' Lemina), Higuaín, Sturaro (72' Bonucci)          | 79' Bonucci                                                               |
| 15 april 2017 15:00 Stadio Adriatico Pescara                            | Pescara                                               | 0-2                 | Juventus                             | Neto Lichtsteiner, Barzagli, Rugani, Asamoah Marchisio, Pjanić (46' Rincón), Dybala (54' Sturaro) Cuadrado (88' Lemina), Higuaín, Mandžukić              | 12' Pjanić                                                                |
| 15 april 2017 15:00 Stadio Adriatico Pescara                            |                                                       | 0-1 0-2             | 22' Higuaín 43' Higuaín              | Neto Lichtsteiner, Barzagli, Rugani, Asamoah Marchisio, Pjanić (46' Rincón), Dybala (54' Sturaro) Cuadrado (88' Lemina), Higuaín, Mandžukić              | 12' Pjanić                                                                |
| 23 april 2017 20:45 Juventus Stadium Turijn                             | Juventus                                              | 4-0                 | Genoa                                | Neto Barzagli, Bonucci, Benatia Lichtsteiner, Marchisio (86' Mandragora), Khedira (69' Rincón), Asamoah Dybala, Higuaín, Mandžukić (82' Sturaro)         |                                                                           |
| 23 april 2017 20:45 Juventus Stadium Turijn                             | 17' Muñoz (own) 18' Dybala 41' Mandžukić 64' Bonucci  | 1-0 2-0 3-0 4-0     |                                      | Neto Barzagli, Bonucci, Benatia Lichtsteiner, Marchisio (86' Mandragora), Khedira (69' Rincón), Asamoah Dybala, Higuaín, Mandžukić (82' Sturaro)         |                                                                           |
| 28 april 2017 20:45 Stadio Atleti Azzurri d'Italia Bergamo              | Atalanta                                              | 2-2                 | Juventus                             | Buffon Alves (87' Barzagli), Bonucci, Chiellini, Alex Sandro Khedira, Pjanić, Dybala (88' Lemina) Cuadrado (79' Lichtsteiner), Higuaín, Mandžukić        | 75' Cuadrado 83' Alves                                                    |
| 28 april 2017 20:45 Stadio Atleti Azzurri d'Italia Bergamo              | 45' Conti 89' Freuler                                 | 1-0 1-1 1-2 2-2     | 50' Spinazzola (own) 83' Alves       | Buffon Alves (87' Barzagli), Bonucci, Chiellini, Alex Sandro Khedira, Pjanić, Dybala (88' Lemina) Cuadrado (79' Lichtsteiner), Higuaín, Mandžukić        | 75' Cuadrado 83' Alves                                                    |
| 6 mei 2017 20:45 Juventus Stadium Turijn                                | Juventus                                              | 1-1                 | Torino                               | Neto Lichtsteiner, Bonucci, Benatia, Asamoah Khedira, Rincón (69' Pjanić), Dybala (80' Alex Sandro) Cuadrado, Mandžukić, Sturaro (56' Higuaín)           | 51' Asamoah 53' Dybala 76' Cuadrado                                       |
| 6 mei 2017 20:45 Juventus Stadium Turijn                                | 90+2' Higuaín                                         | 0-1 1-1             | 52' Ljajić                           | Neto Lichtsteiner, Bonucci, Benatia, Asamoah Khedira, Rincón (69' Pjanić), Dybala (80' Alex Sandro) Cuadrado, Mandžukić, Sturaro (56' Higuaín)           | 51' Asamoah 53' Dybala 76' Cuadrado                                       |
| 14 mei 2017 20:45 Stadio Olimpico Rome                                  | AS Roma                                               | 3-1                 | Juventus                             | Buffon Lichtsteiner (64' Alves), Bonucci, Benatia, Asamoah Lemina, Pjanić, Sturaro (69' Dybala) Cuadrado (77' Marchisio), Higuaín, Mandžukić             | 89' Benatia 90+2' Higuaín                                                 |
| 14 mei 2017 20:45 Stadio Olimpico Rome                                  | 25' De Rossi 56' El Shaarawy 65' Nainggolan           | 0-1 1-1 2-1 3-1     | 21' Lemina                           | Buffon Lichtsteiner (64' Alves), Bonucci, Benatia, Asamoah Lemina, Pjanić, Sturaro (69' Dybala) Cuadrado (77' Marchisio), Higuaín, Mandžukić             | 89' Benatia 90+2' Higuaín                                                 |
| 21 mei 2017 15:00 Juventus Stadium Turijn                               | Juventus                                              | 3-0                 | Crotone                              | Buffon Alves, Bonucci, Benatia, Alex Sandro Pjanić (84' Rincón), Marchisio (74' Lemina), Dybala Cuadrado (70' Barzagli), Higuaín, Mandžukić              | 89' Alves                                                                 |
| 21 mei 2017 15:00 Juventus Stadium Turijn                               | 12' Mandžukić 39' Dybala 83' Alex Sandro              | 1-0 2-0 3-0         |                                      | Buffon Alves, Bonucci, Benatia, Alex Sandro Pjanić (84' Rincón), Marchisio (74' Lemina), Dybala Cuadrado (70' Barzagli), Higuaín, Mandžukić              | 89' Alves                                                                 |
| 27 mei 2017 18:00 Stadio Renato Dall'Ara Bologna                        | Bologna                                               | 1-2                 | Juventus                             | Audero Lichtsteiner, Benatia, Barzagli, Asamoah Marchisio (56' Pjanić), Khedira (59' Mandžukić), Dybala (79' Kean) Cuadrado, Higuaín, Sturaro            | 79' Cuadrado                                                              |
| 27 mei 2017 18:00 Stadio Renato Dall'Ara Bologna                        | 52' Taïder                                            | 1-0 1-1 1-2         | 70' Dybala 90+4' Kean                | Audero Lichtsteiner, Benatia, Barzagli, Asamoah Marchisio (56' Pjanić), Khedira (59' Mandžukić), Dybala (79' Kean) Cuadrado, Higuaín, Sturaro            | 79' Cuadrado                                                              |

### Overzicht
| Speeldag  | 1 | 2 | 3 | 4 | 5  | 6  | 7  | 8  | 9  | 10 | 11 | 12 | 13 | 14 | 15 | 16 | 17 | 18 | 19 | 20 | 21 | 22 | 23 | 24 | 25 | 26 | 27 | 28 | 29 | 30 | 31 | 32 | 33 | 34 | 35 | 36 | 37 | 38 |
| --------- | - | - | - | - | -- | -- | -- | -- | -- | -- | -- | -- | -- | -- | -- | -- | -- | -- | -- | -- | -- | -- | -- | -- | -- | -- | -- | -- | -- | -- | -- | -- | -- | -- | -- | -- | -- | -- |
| Resultaat | w | w | w | v | w  | w  | w  | w  | v  | w  | w  | w  | w  | v  | w  | w  | w  | w  | v  | w  | w  | w  | w  | w  | w  | w  | g  | w  | w  | g  | w  | w  | w  | g  | g  | v  | w  | w  |
| Punten    | 3 | 6 | 9 | 9 | 12 | 15 | 18 | 21 | 21 | 24 | 27 | 30 | 33 | 33 | 36 | 39 | 42 | 45 | 45 | 48 | 51 | 54 | 57 | 60 | 63 | 66 | 67 | 70 | 73 | 74 | 77 | 80 | 83 | 84 | 85 | 85 | 88 | 91 |
| Positie   | 6 | 2 | 1 | 2 | 1  | 1  | 1  | 1  | 1  | 1  | 1  | 1  | 1  | 1  | 1  | 1  | 1  | 1  | 1  | 1  | 1  | 1  | 1  | 1  | 1  | 1  | 1  | 1  | 1  | 1  | 1  | 1  | 1  | 1  | 1  | 1  | 1  | 1  |

## Coppa Italia
| Coppa Italia                                   |                                                 |                     |                          | |                                                      |
| Wedstrijddetails                               | Thuisploeg                                      | Uitslag             | Uitploeg                 | Opstelling | Kaarten                                              |
| 1/8 finale                                     |                                                 |                     |                          | |                                                      |
| 11 januari 2017 20:45 Juventus Stadium Turijn  | Juventus                                        | 3-2                 | Atalanta                 | Neto Lichtsteiner, Barzagli, Rugani, Asamoah Marchisio (46' Sturaro), Hernanes, Rincón Dybala (62' Pjaca), Mandžukić, Pjanić (82' Bonucci)       |                                                      |
| 11 januari 2017 20:45 Juventus Stadium Turijn  | 22' Dybala 34' Mandžukić 75' Pjanić (pen.)      | 1-0 2-0 2-1 3-1 3-2 | 72' Konko 81' Latte Lath | Neto Lichtsteiner, Barzagli, Rugani, Asamoah Marchisio (46' Sturaro), Hernanes, Rincón Dybala (62' Pjaca), Mandžukić, Pjanić (82' Bonucci)       |                                                      |
| Kwartfinale                                    |                                                 |                     |                          | |                                                      |
| 18 januari 2017 20:45 Juventus Stadium Turijn  | Juventus                                        | 2-1                 | AC Milan                 | Neto Barzagli, Bonucci, Rugani, Asamoah Khedira, Pjanić, Dybala (67' Alex Sandro) Cuadrado, Higuaín, Mandžukić                                   | 30' Pjanić 44' Mandžukić 68' Bonucci 71' Alex Sandro |
| 18 januari 2017 20:45 Juventus Stadium Turijn  | 10' Dybala 21' Pjanić                           | 1-0 2-0 2-1         | 53' Bacca                | Neto Barzagli, Bonucci, Rugani, Asamoah Khedira, Pjanić, Dybala (67' Alex Sandro) Cuadrado, Higuaín, Mandžukić                                   | 30' Pjanić 44' Mandžukić 68' Bonucci 71' Alex Sandro |
| Halve finale                                   |                                                 |                     |                          | |                                                      |
| 28 februari 2017 20:45 Juventus Stadium Turijn | Juventus                                        | 3-1                 | Napoli                   | Neto Barzagli, Bonucci, Chiellini Lichtsteiner (46' Cuadrado), Khedira, Pjanić, Asamoah (73' Alex Sandro) Dybala (84' Pjaca), Higuaín, Mandžukić | 26' Asamoah 40' Lichtsteiner                         |
| 28 februari 2017 20:45 Juventus Stadium Turijn | 47' Dybala (pen.) 64' Higuaín 69' Dybala (pen.) | 0-1 1-1 2-1 3-1     | 36' Callejón             | Neto Barzagli, Bonucci, Chiellini Lichtsteiner (46' Cuadrado), Khedira, Pjanić, Asamoah (73' Alex Sandro) Dybala (84' Pjaca), Higuaín, Mandžukić | 26' Asamoah 40' Lichtsteiner                         |
| 5 april 2017 20:45 Stadio San Paolo Napels     | Napoli                                          | 3-2                 | Juventus                 | Neto Alves, Bonucci, Benatia, Alex Sandro Khedira, Rincón (70' Pjanić), Dybala (76' Barzagli) Cuadrado, Higuaín, Sturaro (86' Lemina)            | 25' Rincón 85' Pjanić 88' Alves                      |
| 5 april 2017 20:45 Stadio San Paolo Napels     | 53' Hamšík 61' Mertens 67' Insigne              | 0-1 1-1 1-2 2-2 3-2 | 32' Higuaín 58' Higuaín  | Neto Alves, Bonucci, Benatia, Alex Sandro Khedira, Rincón (70' Pjanić), Dybala (76' Barzagli) Cuadrado, Higuaín, Sturaro (86' Lemina)            | 25' Rincón 85' Pjanić 88' Alves                      |
| Finale                                         |                                                 |                     |                          | |                                                      |
| 17 mei 2017 21:00 Stadio Olimpico Rome         | Juventus                                        | 2-0                 | Lazio                    | Neto Barzagli, Bonucci, Chiellini, Alex Sandro Rincón, Marchisio, Dybala (78' Lemina) Alves, Higuaín, Mandžukić                                  | 86' Alves                                            |
| 17 mei 2017 21:00 Stadio Olimpico Rome         | 12' Alves 24' Bonucci                           | 1-0 2-0             |                          | Neto Barzagli, Bonucci, Chiellini, Alex Sandro Rincón, Marchisio, Dybala (78' Lemina) Alves, Higuaín, Mandžukić                                  | 86' Alves                                            |

## UEFA Champions League
| UEFA Champions League                                        |                                    |                     |                                                    | |                                                                 |
| Wedstrijddetails                                             | Thuisploeg                         | Uitslag             | Uitploeg                                           | Opstelling | Kaarten                                                         |
| Groepsfase                                                   |                                    |                     |                                                    | |                                                                 |
| 14 september 2016 20:45 Juventus Stadium Turijn              | Juventus                           | 0-0                 | Sevilla                                            | Buffon Barzagli, Bonucci, Chiellini Alves, Khedira, Lemina, Asamoah (68' Pjanić), Evra (68' Alex Sandro) Dybala (86' Pjaca), Higuaín               |                                                                 |
| 14 september 2016 20:45 Juventus Stadium Turijn              |                                    |                     |                                                    | Buffon Barzagli, Bonucci, Chiellini Alves, Khedira, Lemina, Asamoah (68' Pjanić), Evra (68' Alex Sandro) Dybala (86' Pjaca), Higuaín               |                                                                 |
| 27 september 2016 20:45 Maksimirstadion Zagreb               | Dinamo Zagreb                      | 0-4                 | Juventus                                           | Buffon Barzagli (68' Pjaca), Bonucci, Chiellini Alves, Khedira, Hernanes, Pjanić (46' Cuadrado), Evra Dybala, Higuaín (71' Mandžukić)              |                                                                 |
| 27 september 2016 20:45 Maksimirstadion Zagreb               |                                    | 0-1 0-2 0-3 0-4     | 24' Pjanić 31' Higuaín 57' Dybala 85' Alves        | Buffon Barzagli (68' Pjaca), Bonucci, Chiellini Alves, Khedira, Hernanes, Pjanić (46' Cuadrado), Evra Dybala, Higuaín (71' Mandžukić)              |                                                                 |
| 18 oktober 2016 20:45 Parc Olympique Lyonnais Lyon           | Olympique Lyon                     | 0-1                 | Juventus                                           | Buffon Barzagli, Bonucci, Evra Alves (84' Benatia), Khedira (75' Sturaro), Lemina, Pjanić, Alex Sandro Dybala (69' Cuadrado), Higuaín              | 34' Bonucci 41' Lemina 54' Lemina                               |
| 18 oktober 2016 20:45 Parc Olympique Lyonnais Lyon           |                                    | 0-1                 | 76' Cuadrado                                       | Buffon Barzagli, Bonucci, Evra Alves (84' Benatia), Khedira (75' Sturaro), Lemina, Pjanić, Alex Sandro Dybala (69' Cuadrado), Higuaín              | 34' Bonucci 41' Lemina 54' Lemina                               |
| 2 november 2016 20:45 Juventus Stadium Turijn                | Juventus                           | 1-1                 | Olympique Lyon                                     | Buffon Alves, Bonucci (68' Benatia), Barzagli, Evra Khedira, Marchisio, Pjanić (68' Alex Sandro), Sturaro Higuaín (83' Cuadrado), Mandžukić        | 38' Pjanić 58' Barzagli 84' Marchisio 89' Sturaro               |
| 2 november 2016 20:45 Juventus Stadium Turijn                | 13' Higuaín (pen.)                 | 1-0 1-1             | 84' Tolisso                                        | Buffon Alves, Bonucci (68' Benatia), Barzagli, Evra Khedira, Marchisio, Pjanić (68' Alex Sandro), Sturaro Higuaín (83' Cuadrado), Mandžukić        | 38' Pjanić 58' Barzagli 84' Marchisio 89' Sturaro               |
| 22 november 2016 20:45 Estadio Ramón Sánchez Pizjuán Sevilla | Sevilla                            | 1-3                 | Juventus                                           | Buffon Alves, Rugani, Bonucci, Evra (73' Sturaro) Khedira, Marchisio, Pjanić (84' Kean) Cuadrado (87' Chiellini), Mandžukić, Alex Sandro           | 25' Mandžukić 42' Khedira 65' Evra 72' Cuadrado                 |
| 22 november 2016 20:45 Estadio Ramón Sánchez Pizjuán Sevilla | 9' Pareja                          | 1-0 1-1 1-2 1-3     | 45+2' Marchisio (pen.) 84' Bonucci 90+4' Mandžukić | Buffon Alves, Rugani, Bonucci, Evra (73' Sturaro) Khedira, Marchisio, Pjanić (84' Kean) Cuadrado (87' Chiellini), Mandžukić, Alex Sandro           | 25' Mandžukić 42' Khedira 65' Evra 72' Cuadrado                 |
| 7 december 2016 20:45 Juventus Stadium Turijn                | Juventus                           | 2-0                 | Dinamo Zagreb                                      | Neto Benatia, Rugani, Evra Cuadrado, Lemina, Marchisio (74' Sturaro), Pjanić (80' Dybala), Asamoah Mandžukić (85' Hernanes), Higuaín               | 15' Higuaín 54' Evra                                            |
| 7 december 2016 20:45 Juventus Stadium Turijn                | 52' Higuaín 73' Rugani             | 1-0 2-0             |                                                    | Neto Benatia, Rugani, Evra Cuadrado, Lemina, Marchisio (74' Sturaro), Pjanić (80' Dybala), Asamoah Mandžukić (85' Hernanes), Higuaín               | 15' Higuaín 54' Evra                                            |
| 1/8 finale                                                   |                                    |                     |                                                    | |                                                                 |
| 22 februari 2017 20:45 Estádio do Dragão Porto               | FC Porto                           | 0-2                 | Juventus                                           | Buffon Lichtsteiner (73' Alves), Barzagli, Chiellini, Alex Sandro Khedira, Pjanić, Dybala (86' Marchisio) Cuadrado (67' Pjaca), Higuaín, Mandžukić | 50' Lichtsteiner                                                |
| 22 februari 2017 20:45 Estádio do Dragão Porto               |                                    | 0-1 0-2             | 72' Pjaca 74' Alves                                | Buffon Lichtsteiner (73' Alves), Barzagli, Chiellini, Alex Sandro Khedira, Pjanić, Dybala (86' Marchisio) Cuadrado (67' Pjaca), Higuaín, Mandžukić | 50' Lichtsteiner                                                |
| 14 maart 2017 20:45 Juventus Stadium Turijn                  | Juventus                           | 1-0                 | FC Porto                                           | Buffon Alves, Bonucci, Benatia (60' Barzagli), Alex Sandro Khedira, Marchisio, Dybala (78' Rincón) Cuadrado (46' Pjaca), Higuaín, Mandžukić        | 12' Cuadrado                                                    |
| 14 maart 2017 20:45 Juventus Stadium Turijn                  | 42' Dybala (pen.)                  | 1-0                 |                                                    | Buffon Alves, Bonucci, Benatia (60' Barzagli), Alex Sandro Khedira, Marchisio, Dybala (78' Rincón) Cuadrado (46' Pjaca), Higuaín, Mandžukić        | 12' Cuadrado                                                    |
| Kwartfinale                                                  |                                    |                     |                                                    | |                                                                 |
| 11 april 2017 20:45 Juventus Stadium Turijn                  | Juventus                           | 3-0                 | FC Barcelona                                       | Buffon Alves, Bonucci, Chiellini, Alex Sandro Khedira, Pjanić (89' Barzagli), Dybala (81' Rincón) Cuadrado (73' Lemina), Higuaín, Mandžukić        | 28' Alves 63' Mandžukić 74' Khedira 90+1' Lemina                |
| 11 april 2017 20:45 Juventus Stadium Turijn                  | 7' Dybala 22' Dybala 55' Chiellini | 1-0 2-0 3-0         |                                                    | Buffon Alves, Bonucci, Chiellini, Alex Sandro Khedira, Pjanić (89' Barzagli), Dybala (81' Rincón) Cuadrado (73' Lemina), Higuaín, Mandžukić        | 28' Alves 63' Mandžukić 74' Khedira 90+1' Lemina                |
| 19 april 2017 20:45 Camp Nou Barcelona                       | FC Barcelona                       | 0-0                 | Juventus                                           | Buffon Alves, Bonucci, Chiellini, Alex Sandro Khedira, Pjanić, Dybala (75' Barzagli) Cuadrado (84' Lemina), Higuaín (88' Asamoah), Mandžukić       | 57' Chiellini 64' Khedira                                       |
| 19 april 2017 20:45 Camp Nou Barcelona                       |                                    |                     |                                                    | Buffon Alves, Bonucci, Chiellini, Alex Sandro Khedira, Pjanić, Dybala (75' Barzagli) Cuadrado (84' Lemina), Higuaín (88' Asamoah), Mandžukić       | 57' Chiellini 64' Khedira                                       |
| Halve finale                                                 |                                    |                     |                                                    | |                                                                 |
| 3 mei 2017 20:45 Stade Louis II Monaco                       | AS Monaco                          | 0-2                 | Juventus                                           | Buffon Barzagli, Bonucci, Chiellini Alves, Pjanić (89' Lemina), Marchisio (81' Rincón), Alex Sandro Dybala, Higuaín (77' Cuadrado), Mandžukić      | 21' Bonucci 58' Marchisio 69' Chiellini                         |
| 3 mei 2017 20:45 Stade Louis II Monaco                       |                                    | 0-1 0-2             | 29' Higuaín 59' Higuaín                            | Buffon Barzagli, Bonucci, Chiellini Alves, Pjanić (89' Lemina), Marchisio (81' Rincón), Alex Sandro Dybala, Higuaín (77' Cuadrado), Mandžukić      | 21' Bonucci 58' Marchisio 69' Chiellini                         |
| 9 mei 2017 20:45 Juventus Stadium Turijn                     | Juventus                           | 2-1                 | AS Monaco                                          | Buffon Barzagli (85' Benatia), Bonucci, Chiellini Alves, Pjanić, Khedira (10' Marchisio), Alex Sandro Dybala (54' Cuadrado), Higuaín, Mandžukić    | 74' Bonucci 90+1' Mandžukić                                     |
| 9 mei 2017 20:45 Juventus Stadium Turijn                     | 33' Mandžukić 44' Alves            | 1-0 2-0 2-1         | 69' Mbappé                                         | Buffon Barzagli (85' Benatia), Bonucci, Chiellini Alves, Pjanić, Khedira (10' Marchisio), Alex Sandro Dybala (54' Cuadrado), Higuaín, Mandžukić    | 74' Bonucci 90+1' Mandžukić                                     |
| Finale                                                       |                                    |                     |                                                    | |                                                                 |
| 3 juni 2017 20:45 Millennium Stadium Cardiff                 | Juventus                           | 1-4                 | Real Madrid                                        | Buffon Barzagli (66' Cuadrado), Bonucci, Chiellini, Alex Sandro Pjanić (70' Marchisio), Khedira, Dybala (78' Lemina) Alves, Higuaín, Mandžukić     | 12' Dybala 66' Pjanić 70' Alex Sandro 72' Cuadrado 84' Cuadrado |
| 3 juni 2017 20:45 Millennium Stadium Cardiff                 | 27' Mandžukić                      | 0-1 1-1 1-2 1-3 1-4 | 20' Ronaldo 61' Casemiro 64' Ronaldo 90' Asensio   | Buffon Barzagli (66' Cuadrado), Bonucci, Chiellini, Alex Sandro Pjanić (70' Marchisio), Khedira, Dybala (78' Lemina) Alves, Higuaín, Mandžukić     | 12' Dybala 66' Pjanić 70' Alex Sandro 72' Cuadrado 84' Cuadrado |

### Klassement groepsfase
| #  | Club           | GS | W | G | V | DV | DT | DS  | PTN |
| -- | -------------- | -- | - | - | - | -- | -- | --- | --- |
| 1. | Juventus       | 6  | 4 | 2 | 0 | 11 | 2  | +9  | 14  |
| 2. | Sevilla        | 6  | 3 | 2 | 1 | 7  | 3  | +4  | 11  |
| 3. | Olympique Lyon | 6  | 2 | 2 | 2 | 5  | 3  | +2  | 8   |
| 4. | Dinamo Zagreb  | 6  | 0 | 0 | 6 | 0  | 15 | −15 | 0   |

## Statistieken
De speler met de meeste wedstrijden en meeste goals is in het groen aangeduid.
| Nr. | Naam                 | Serie A | Serie A | Coppa Italia | Coppa Italia | Supercoppa | Supercoppa | Champions League | Champions League | Totaal | Totaal |
| Nr. | Naam                 | Wed     | Goals   | Wed          | Goals        | Wed        | Goals      | Wed              | Goals            | Wed    | Goals  |
| --- | -------------------- | ------- | ------- | ------------ | ------------ | ---------- | ---------- | ---------------- | ---------------- | ------ | ------ |
| 1.  | Gianluigi Buffon     | 30      | 0       | 0            | 0            | 1          | 0          | 12               | 0                | 43     | 0      |
| 3.  | Giorgio Chiellini    | 21      | 2       | 2            | 0            | 1          | 0          | 9                | 1                | 33     | 4      |
| 4.  | Medhi Benatia        | 15      | 1       | 1            | 0            | 0          | 0          | 5                | 0                | 21     | 1      |
| 5.  | Miralem Pjanić       | 30      | 5       | 4            | 2            | 1          | 0          | 12               | 1                | 47     | 8      |
| 6.  | Sami Khedira         | 31      | 5       | 3            | 0            | 1          | 0          | 11               | 0                | 46     | 5      |
| 7.  | Juan Cuadrado        | 30      | 2       | 3            | 0            | 0          | 0          | 12               | 1                | 45     | 3      |
| 8.  | Claudio Marchisio    | 18      | 1       | 2            | 0            | 1          | 0          | 8                | 1                | 29     | 2      |
| 9.  | Gonzalo Higuaín      | 38      | 24      | 4            | 3            | 1          | 0          | 12               | 5                | 55     | 32     |
| 11. | Hernanes             | 10      | 1       | 1            | 0            | 0          | 0          | 2                | 0                | 13     | 1      |
| 12. | Alex Sandro          | 27      | 3       | 4            | 0            | 1          | 0          | 11               | 0                | 43     | 3      |
| 15. | Andrea Barzagli      | 23      | 0       | 5            | 0            | 0          | 0          | 11               | 0                | 39     | 0      |
| 17. | Mario Mandžukić      | 34      | 7       | 4            | 1            | 1          | 0          | 11               | 3                | 50     | 11     |
| 18. | Mario Lemina         | 19      | 1       | 2            | 0            | 1          | 0          | 7                | 0                | 29     | 1      |
| 19. | Leonardo Bonucci     | 29      | 3       | 5            | 1            | 0          | 0          | 11               | 1                | 45     | 5      |
| 20. | Marko Pjaca          | 14      | 0       | 2            | 0            | 0          | 0          | 4                | 1                | 20     | 1      |
| 21. | Paulo Dybala         | 31      | 11      | 5            | 4            | 1          | 0          | 11               | 4                | 48     | 19     |
| 22. | Kwadwo Asamoah       | 18      | 0       | 3            | 0            | 0          | 0          | 3                | 0                | 24     | 0      |
| 23. | Daniel Alves         | 19      | 2       | 2            | 1            | 0          | 0          | 12               | 3                | 33     | 6      |
| 24. | Daniele Rugani       | 15      | 2       | 2            | 0            | 1          | 0          | 2                | 1                | 20     | 3      |
| 25. | Neto                 | 8       | 0       | 5            | 0            | 0          | 0          | 1                | 0                | 14     | 0      |
| 26. | Stephan Lichtsteiner | 26      | 1       | 2            | 0            | 1          | 0          | 1                | 0                | 30     | 1      |
| 27. | Stefano Sturaro      | 21      | 0       | 2            | 0            | 1          | 0          | 4                | 0                | 28     | 0      |
| 28. | Tomás Rincón         | 13      | 0       | 3            | 0            | 0          | 0          | 3                | 0                | 19     | 0      |
| 32. | Emil Audero          | 1       | 0       | 0            | 0            | 0          | 0          | 0                | 0                | 1      | 0      |
| 33. | Patrice Evra         | 6       | 0       | 0            | 0            | 1          | 0          | 6                | 0                | 13     | 0      |
| 34. | Moise Kean           | 3       | 1       | 0            | 0            | 0          | 0          | 1                | 0                | 4      | 1      |
| 38. | Rolando Mandragora   | 1       | 0       | 0            | 0            | 0          | 0          | 0                | 0                | 1      | 0      |

## Afbeeldingen

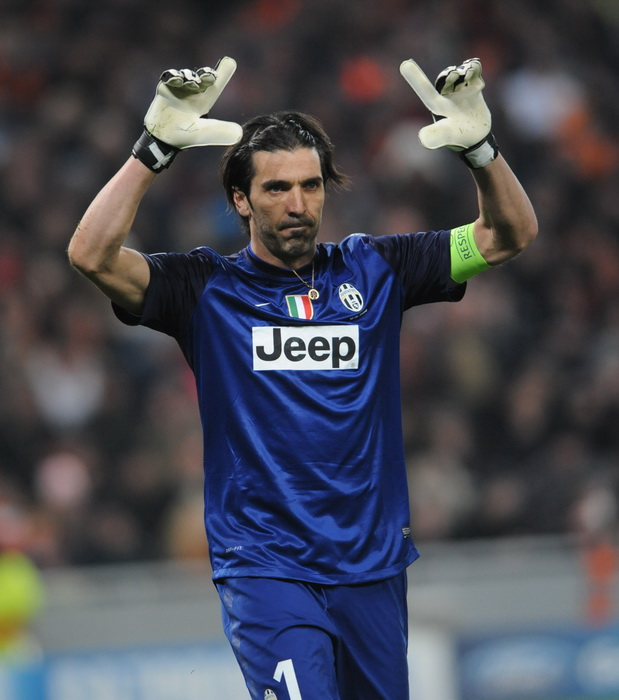
Gianluigi Buffon (doelman)
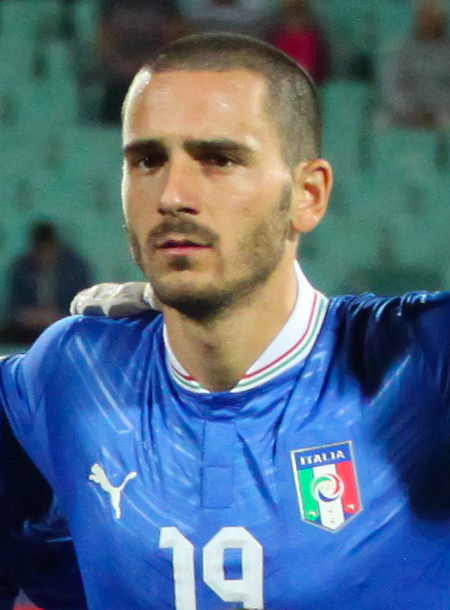
Leonardo Bonucci (verdediger)
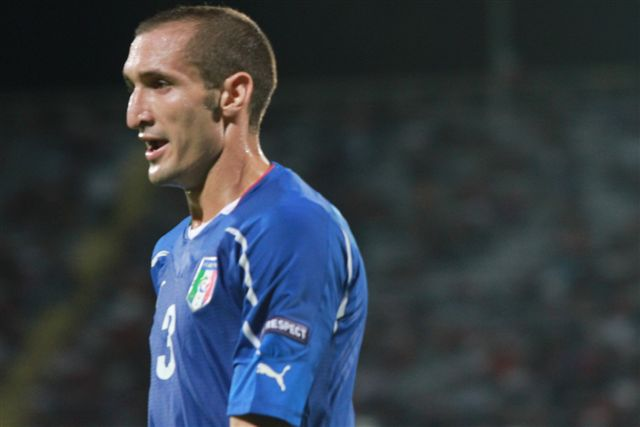
Giorgio Chiellini (verdediger)
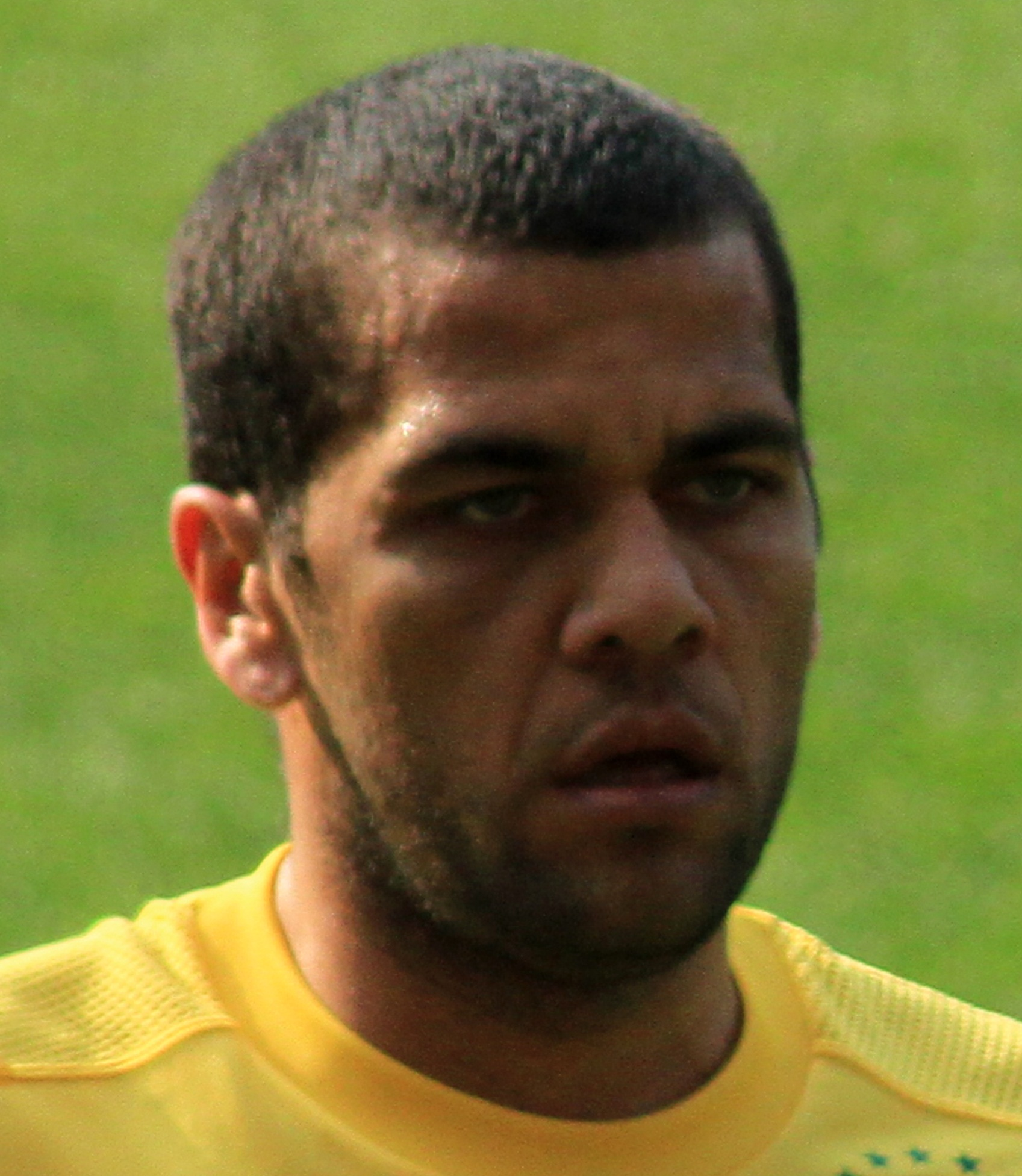
Daniel Alves (verdediger)
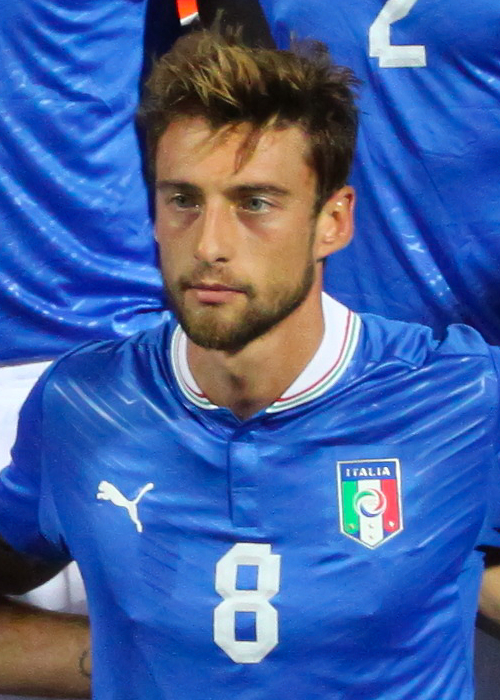
Claudio Marchisio (middenvelder)
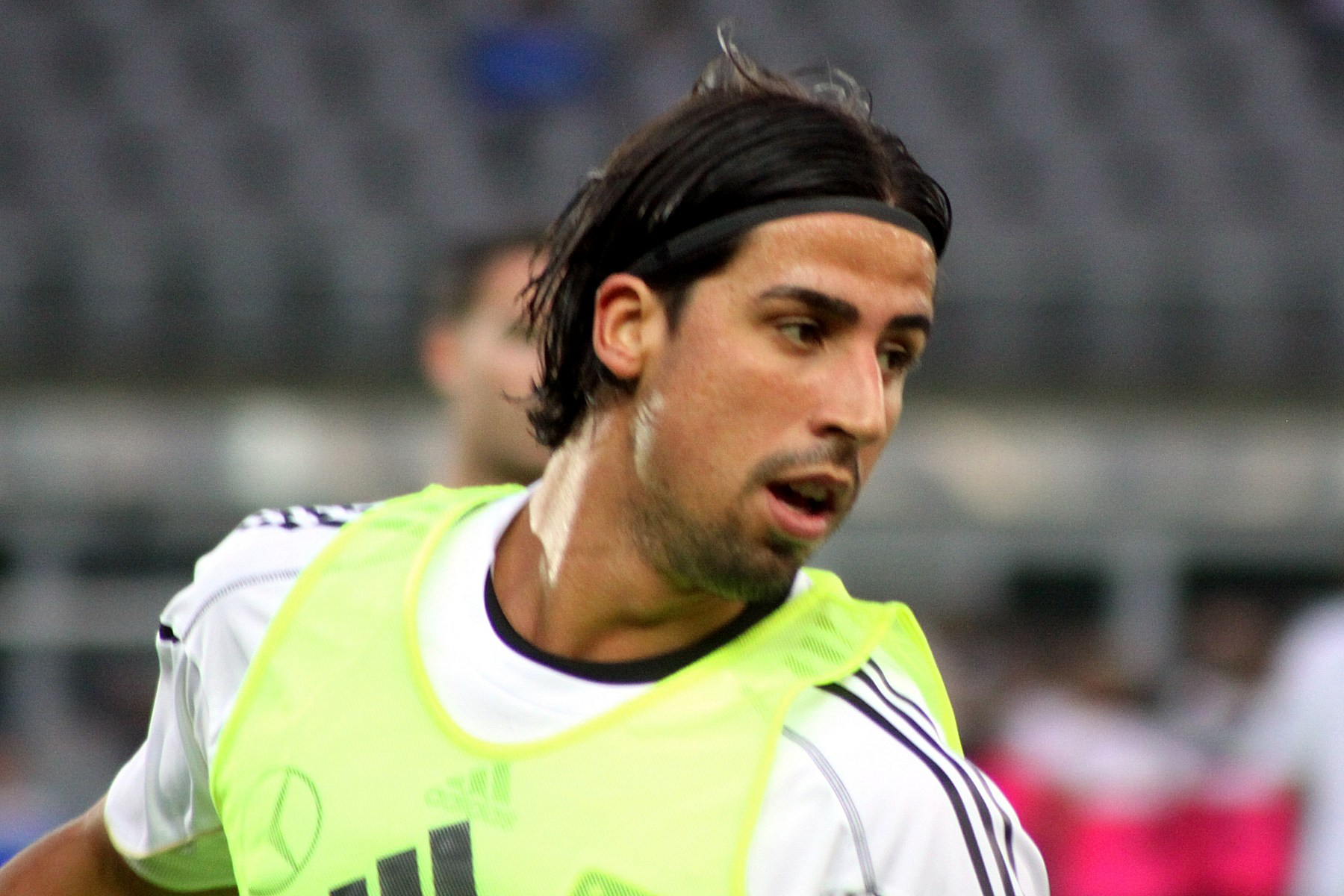
Sami Khedira (middenvelder)
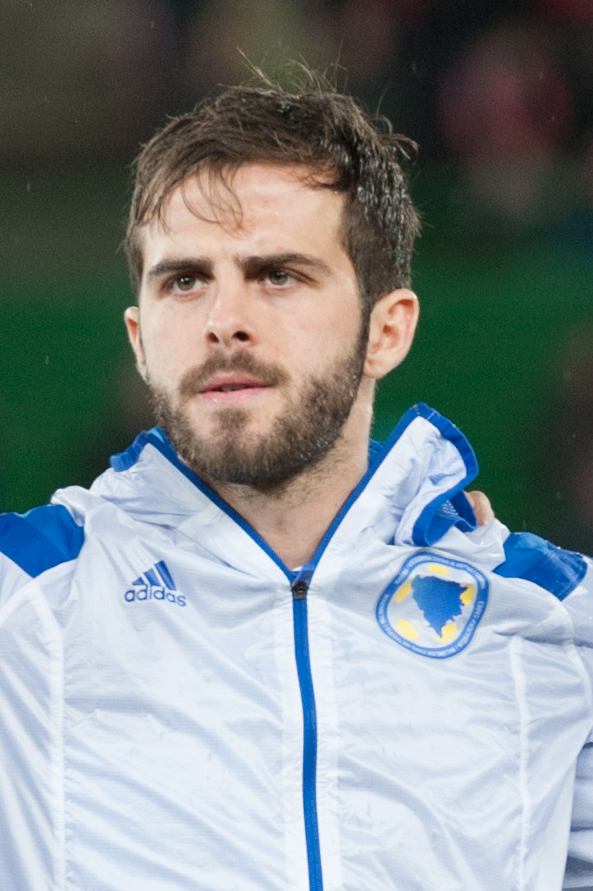
Miralem Pjanić (middenvelder)
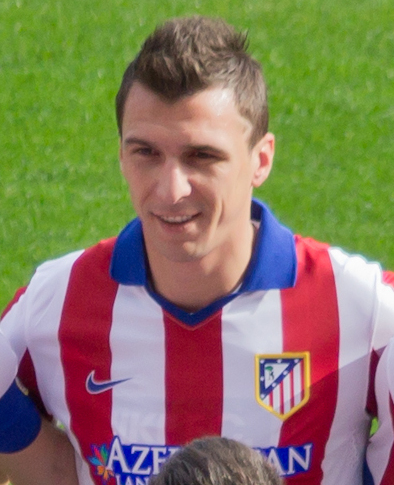
Mario Mandžukić (aanvaller)
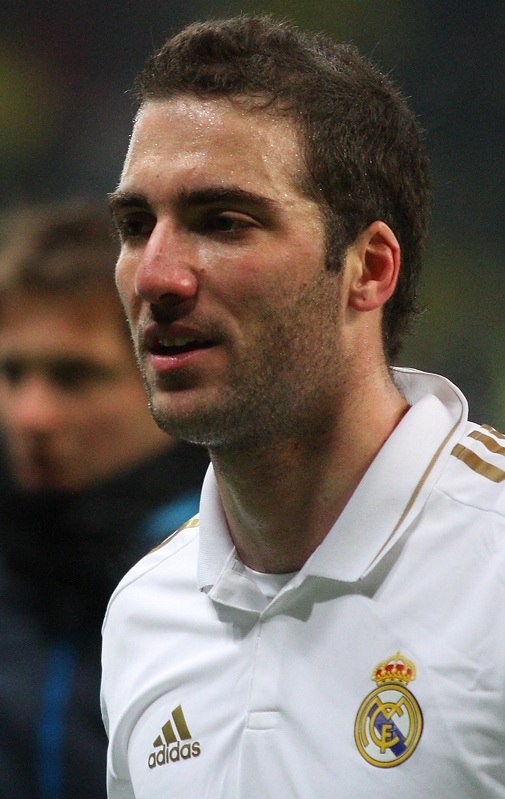
Gonzalo Higuaín (aanvaller)